# 1967年カナダグランプリ
1967年カナダグランプリ (1967 Canadian Grand Prix) は、1967年のF1世界選手権第8戦として、1967年8月27日にモスポート・インターナショナル・レースウェイで開催された。
F1世界選手権として初めて開催されたカナダグランプリは、ブラバムのジャック・ブラバムが優勝した。

## レース概要

### 背景
F1世界選手権は真夏のヨーロッパでのレースが続いていたが、建国100周年を迎えたカナダがF1世界選手権レースの開催を申請し、FIAに認められた。モスポート・パークは1961年からカナダGPを開催していたが、全てスポーツカーレースとして開催されていた。

### エントリー
ホンダは新車RA300の制作のため、本レースを欠場した。マクラーレンはBRMの新型V12エンジンを搭載した新車M5Aをようやく投入することができた。クーパーはペドロ・ロドリゲスがF2の地中海グランプリ（エンナ・ペルグーサ）のクラッシュで足を骨折したため、リチャード・アトウッドが代走を務める。地元出身のエッピー・ヴィッツェスがチーム・ロータスから3台目の49でスポット参戦し、同じく地元出身のアル・ピースは古いイーグル・T1F-クライマックスFPFでプライベート参戦した。エントリーの詳細については、後述の#エントリーリストを参照されたい。

### 予選
最速マシンのロータス・49を駆るジム・クラークがポールポジションを獲得し、同じくグラハム・ヒルが2番手、ドライバーズランキング首位のデニス・ハルムが3番手でフロントローを占めた。2列目はクリス・エイモンとダン・ガーニー、3列目はブルース・マクラーレン、ジャック・ブラバム、ヨッヘン・リントが占め、BRMのジャッキー・スチュワートとマイク・スペンスは4列目からスタートする。地元出身のヴィッツェスはクラークから8秒4遅れの17番手だった。なお、13番手のジョー・シフェールは決勝出走を見合わせた。

### 決勝
雨が降る中でレースは始まり、クラークがリードしハルムが追う。4周目にハルムがクラークを抜いて首位に立ち、7周目にブラバムがヒルを抜いて3位に浮上する。新車M5Aを走らせるマクラーレンは5位を走行中にスピンを喫したが、そこから猛烈な追い上げを見せ、13周目にブラバムを抜いて3位、22周目にクラークを抜いて2位まで順位を上げた。しかし、コースが乾き出すとクラークとブラバムに抜き返された。ハルムは首位を走行し続けたが、58周目にクラークが追い上げて首位を奪い返す。再び雨が降り始めたが、クラークは68周目にエンジントラブルが発生するまで首位を走行した。同時にブラバムがハルムを抜いて首位に浮上し、ブラバムはフィニッシュまで1-2体制をキープした。ガーニーはF1キャリアで最後となる（ガーニー率いるイーグルにとっても最後の）3位表彰台を獲得した。エイモンもマクラーレン同様、レース序盤にスピンを喫するも徐々に順位を上げ、6位入賞を果たした。地元出身のピースはグリッドでバッテリーを交換して6周を失い、レース中にエンジンがストールしてコース上に立ち往生してしまい、再びバッテリーが切れてしまった。彼はピットに戻って新しいバッテリーを探し、車に戻って自分でバッテリーを装着してレースを続けた。彼は最後まで走り続けたが、優勝したブラバムから43周遅れていた。同じく地元出身のヴィッツェスはイグニッションのトラブルが発生した際の押しがけにより失格となった。

## エントリーリスト
| チーム                                                      | No. | ドライバー               | コンストラクター | シャシー | エンジン                         | タイヤ |
| ----------------------------------------------------------- | --- | ------------------------ | ---------------- | -------- | -------------------------------- | ------ |
| ブラバム・レーシング・オーガニゼーション                    | 1   | ジャック・ブラバム       | ブラバム         | BT24     | レプコ 740 3.0L V8               | G      |
| ブラバム・レーシング・オーガニゼーション                    | 2   | デニス・ハルム           | ブラバム         | BT24     | レプコ 740 3.0L V8               | G      |
| チーム・ロータス                                            | 3   | ジム・クラーク           | ロータス         | 49       | フォード・コスワース DFV 3.0L V8 | F      |
| チーム・ロータス                                            | 4   | グラハム・ヒル           | ロータス         | 49       | フォード・コスワース DFV 3.0L V8 | F      |
| チーム・ロータス                                            | 5   | エッピー・ヴィッツェス   | ロータス         | 49       | フォード・コスワース DFV 3.0L V8 | F      |
| マイク・フィッシャー                                        | 6   | マイク・フィッシャー     | ロータス         | 33       | BRM P60 2.1L V8                  | F      |
| クーパー・カー・カンパニー                                  | 8   | リチャード・アトウッド   | クーパー         | T81B     | マセラティ 10/F1 3.0L V12        | F      |
| クーパー・カー・カンパニー                                  | 71  | ヨッヘン・リント         | クーパー         | T81      | マセラティ 9/F1 3.0L V12         | F      |
| ヨアキム・ボニエ・レーシングチーム                          | 9   | ヨアキム・ボニエ         | クーパー         | T81      | マセラティ 9/F1 3.0L V12         | F      |
| アングロ・アメリカン・レーサーズ                            | 10  | ダン・ガーニー           | イーグル         | T1G      | ウェスレイク 58 3.0L V12         | G      |
| カストロール・オイルズ・リミテッド                          | 11  | アル・ピース             | イーグル         | T1F      | クライマックス FPF 2.8L L4       | G      |
| バーナード・ホワイト・レーシング                            | 12  | デビッド・ホッブズ       | BRM              | P261     | BRM P60 2.1L V8                  | G      |
| ロブ・ウォーカー/ジャック・ダーラッシャー・レーシングチーム | 14  | ジョー・シフェール       | クーパー         | T81      | マセラティ 9/F1 3.0L V12         | F      |
| オーウェン・レーシング・オーガニゼーション                  | 15  | ジャッキー・スチュワート | BRM              | P115     | BRM P75 3.0L H16                 | G      |
| オーウェン・レーシング・オーガニゼーション                  | 16  | マイク・スペンス         | BRM              | P83      | BRM P75 3.0L H16                 | G      |
| レグ・パーネル・レーシング                                  | 17  | クリス・アーウィン       | BRM              | P83      | BRM P75 3.0L H16                 | F      |
| ブルース・マクラーレン・モーターレーシング                  | 19  | ブルース・マクラーレン   | マクラーレン     | M5A      | BRM P142 3.0L V12                | G      |
| スクーデリア・フェラーリ SpA SEFAC                          | 20  | クリス・エイモン         | フェラーリ       | 312/67   | フェラーリ 242 3.0L V12          | F      |
| トム・ジョーンズ                                            | 41  | トム・ジョーンズ         | クーパー         | T82      | クライマックス FWMV 2.0L V8      | F      |
| ソース:                                                     |     |                          |                  |          |                                  |        |

## 結果

### 予選
| 順位    | No. | ドライバー               | コンストラクター        | タイム | 差    | グリッド |
| ------- | --- | ------------------------ | ----------------------- | ------ | ----- | -------- |
| 1       | 3   | ジム・クラーク           | ロータス-フォード       | 1:22.4 | -     | 1        |
| 2       | 4   | グラハム・ヒル           | ロータス-フォード       | 1:22.7 | +0.3  | 2        |
| 3       | 2   | デニス・ハルム           | ブラバム-レプコ         | 1:23.2 | +0.8  | 3        |
| 4       | 20  | クリス・エイモン         | フェラーリ              | 1:23.3 | +0.9  | 4        |
| 5       | 10  | ダン・ガーニー           | イーグル-ウェスレイク   | 1:23.4 | +1.0  | 5        |
| 6       | 19  | ブルース・マクラーレン   | マクラーレン-BRM        | 1:23.5 | +1.1  | 6        |
| 7       | 1   | ジャック・ブラバム       | ブラバム-レプコ         | 1:24.7 | +2.3  | 7        |
| 8       | 71  | ヨッヘン・リント         | クーパー-マセラティ     | 1:24.9 | +2.5  | 8        |
| 9       | 15  | ジャッキー・スチュワート | BRM                     | 1:25.4 | +3.0  | 9        |
| 10      | 16  | マイク・スペンス         | BRM                     | 1:25.8 | +3.4  | 10       |
| 11      | 17  | クリス・アーウィン       | BRM                     | 1:26.0 | +3.6  | 11       |
| 12      | 12  | デビッド・ホッブズ       | BRM                     | 1:26.2 | +3.8  | 12       |
| 13      | 14  | ジョー・シフェール       | クーパー-マセラティ     | 1:26.6 | +4.2  | 13       |
| 14      | 8   | リチャード・アトウッド   | クーパー-マセラティ     | 1:27.1 | +4.7  | 14       |
| 15      | 9   | ヨアキム・ボニエ         | クーパー-マセラティ     | 1:27.3 | +4.9  | 15       |
| 16      | 11  | アル・ピース             | イーグル-クライマックス | 1:30.1 | +7.7  | 16       |
| 17      | 5   | エッピー・ヴィッツェス   | ロータス-フォード       | 1:30.8 | +8.4  | 17       |
| 18      | 6   | マイク・フィッシャー     | ロータス-BRM            | 1:31.9 | +9.5  | 18       |
| 19      | 41  | トム・ジョーンズ         | クーパー-クライマックス | 1:51.9 | +29.5 | DNQ      |
| ソース: |     |                          |                         |        |       |          |

追記
- スターティンググリッドは18台まで

### 決勝
| 順位    | No. | ドライバー               | コンストラクター        | 周回数 | タイム/リタイア原因 | グリッド | ポイント |
| ------- | --- | ------------------------ | ----------------------- | ------ | ------------------- | -------- | -------- |
| 1       | 1   | ジャック・ブラバム       | ブラバム-レプコ         | 90     | 2:40:40.0           | 7        | 9        |
| 2       | 2   | デニス・ハルム           | ブラバム-レプコ         | 90     | +1:01.9             | 3        | 6        |
| 3       | 10  | ダン・ガーニー           | イーグル-ウェスレイク   | 89     | +1 Lap              | 5        | 4        |
| 4       | 4   | グラハム・ヒル           | ロータス-フォード       | 88     | +2 Laps             | 2        | 3        |
| 5       | 16  | マイク・スペンス         | BRM                     | 87     | +3 Laps             | 10       | 2        |
| 6       | 20  | クリス・エイモン         | フェラーリ              | 87     | +3 Laps             | 4        | 1        |
| 7       | 19  | ブルース・マクラーレン   | マクラーレン-BRM        | 86     | +4 Laps             | 6        |          |
| 8       | 9   | ヨアキム・ボニエ         | クーパー-マセラティ     | 85     | +5 Laps             | 15       |          |
| 9       | 12  | デビッド・ホッブズ       | BRM                     | 85     | +5 Laps             | 12       |          |
| 10      | 8   | リチャード・アトウッド   | クーパー-マセラティ     | 84     | +6 Laps             | 14       |          |
| 11      | 6   | マイク・フィッシャー     | ロータス-BRM            | 81     | +9 Laps             | 18       |          |
| Ret     | 3   | ジム・クラーク           | ロータス-フォード       | 69     | イグニッション      | 1        |          |
| DSQ     | 5   | エッピー・ヴィッツェス   | ロータス-フォード       | 69     | 失格（押しがけ）    | 17       |          |
| Ret     | 15  | ジャッキー・スチュワート | BRM                     | 65     | スロットル          | 9        |          |
| NC      | 11  | アル・ピース             | イーグル-クライマックス | 47     | 規定周回数不足      | 16       |          |
| Ret     | 17  | クリス・アーウィン       | BRM                     | 18     | スピンオフ          | 11       |          |
| Ret     | 71  | ヨッヘン・リント         | クーパー-マセラティ     | 4      | イグニッション      | 8        |          |
| DNS     | 14  | ジョー・シフェール       | クーパー-マセラティ     |        | イグニッション      | (13)     |          |
| DNQ     | 41  | トム・ジョーンズ         | クーパー-クライマックス |        | 予選不通過          |          |          |
| ソース: |     |                          |                         |        |                     |          |          |

ファステストラップ
- ジム・クラーク - 1:23.1（54周目）

ラップリーダー
- ジム・クラーク - 13周 (Lap 1-3, 58-67)
- デニス・ハルム - 54周 (Lap 4-57)
- ジャック・ブラバム - 23周 (Lap 68-90)

## 第8戦終了時点のランキング
|         | 順位 | ドライバー         | ポイント |
| ------- | ---- | ------------------ | -------- |
|         | 1    | デニス・ハルム     | 43       |
|         | 2    | ジャック・ブラバム | 34       |
| 1       | 3    | クリス・エイモン   | 20       |
| 1       | 4    | ジム・クラーク     | 19       |
|         | 5    | ペドロ・ロドリゲス | 14       |
| ソース: |      |                    |          |

|         | 順位 | コンストラクター      | ポイント |
| ------- | ---- | --------------------- | -------- |
|         | 1    | ブラバム-レプコ       | 51       |
| 1       | 2    | ロータス-フォード     | 22       |
| 1       | 3    | クーパー-マセラティ   | 21       |
|         | 4    | フェラーリ            | 20       |
| 1       | 5    | イーグル-ウェスレイク | 13       |
| ソース: |      |                       |          |

- 注:  トップ5のみ表示。前半6戦のうちベスト5戦及び後半5戦のうちベスト4戦がカウントされる。